# ジャパン交通
株式会社ジャパン交通（じゃぱんこうつう）は、宮城県塩竈市に本社を置くバス事業者である。

## 概要
塩竈市を中心に、冠婚葬祭等の観光貸切バスや、石巻専修大学のスクールバス（古川便）などの運行を行っている。
また、塩竈市・七ヶ浜町からの委託を受けて、コミュニティバスの運行も行っている。

## 拠点
- 本社: 宮城県塩竈市新浜町1-10-1

## 沿革

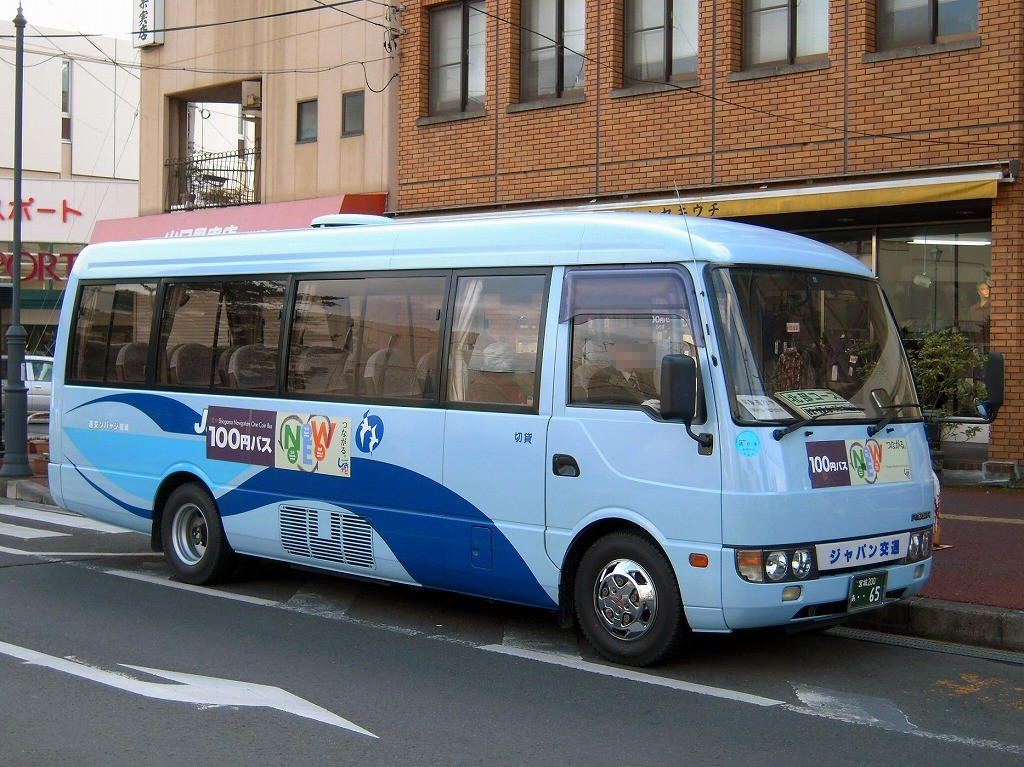
NEWしおナビ100円バス（試験運行時に使用されていた車両）

- 1999年（平成11年）9月 - 株式会社レンタカータガジョウから株式会社ジャパン交通に社名変更。
- 2008年（平成20年）10月 - 塩竈市の委託を受け、「NEWしおナビ100円バス」の試験運行（無料）を開始（同年12月31日まで）。
- 2009年（平成21年）
  - 1月2日 - 「NEWしおナビ100円バス」の試験運行を有料化（同年12月31日まで）。
  - 8月1日 - 七ヶ浜町の委託を受け、「ぐるりんこ」の運行を開始。
  - 10月1日 - 「NEWしおナビ100円バス」「ぐるりんこ」を塩竈市立病院玄関前に乗り入れ開始[1]。
- 2010年（平成22年）
  - 2月1日 - 「NEWしおナビ100円バス」の本格運行を開始[2]。一部ルート変更および新型車両を導入。また、乗合免許に切替（試験運行期間中は貸切免許での代替運行扱いであった）
  - 4月1日 - 「ぐるりんこ」も本格運行開始、乗合免許に切替え。
- 2016年（平成28年）
  - 7月15日 - 「NEWしおナビ100円バス」新ルート便（北西部コース・南西部コース・北東部コース）の試験運行を開始[3][4]。
  - 11月1日 - 「ぐるりんこ」の運行内容を見直し[5]。
- 2017年（平成29年）4月3日 - 新ルート便を本格運行に移行、新規バス停を3カ所追加[6]。

## コミュニティバス

### 塩竈市コミュニティバス「NEWしおナビ100円バス」
- 平日のみ運行（土曜・日曜・休日は運休）

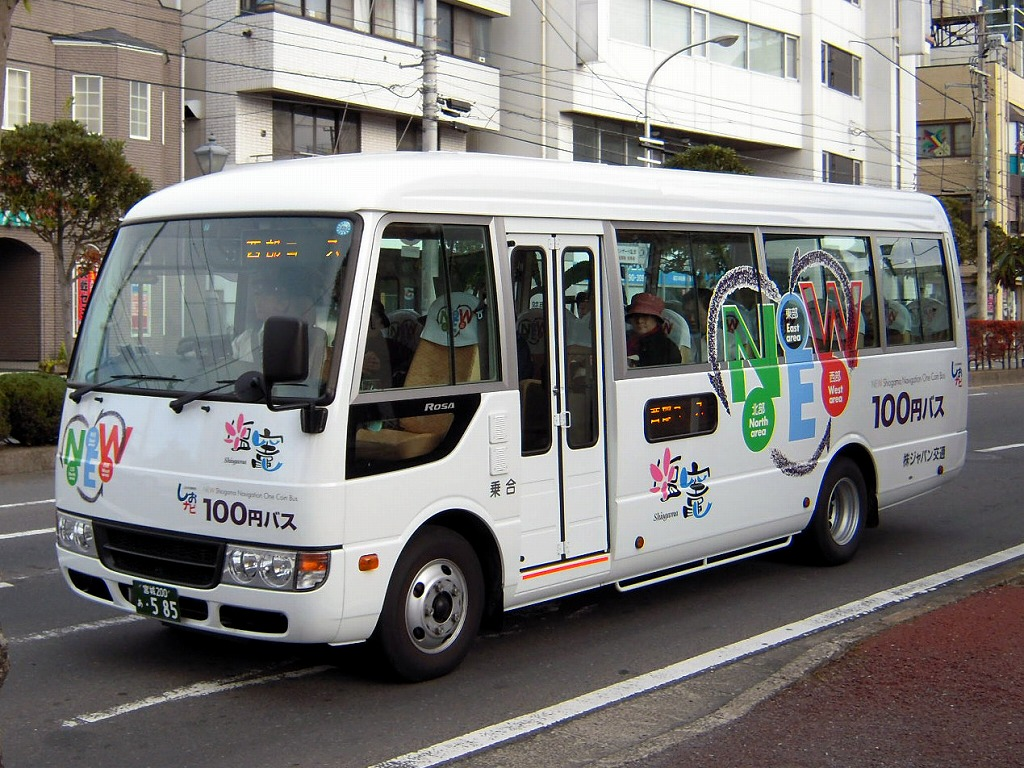
NEWしおナビ100円バス（東南部コース・北部コース・西部コースに使用される車両）

- 運賃：100円均一（現金のみ。宮城交通の発行するバスカード等は利用できない。また、定期券の設定もない）。

東南部コース
- 本塩釜駅→舟入→牛生東→下馬（多賀城市内）→市立病院→市役所→本町→本塩釜駅

北部コース
- 本塩釜駅→藤倉→青葉ヶ丘→庚塚→今宮町→長沢町→みのが丘→本塩釜駅

西部コース
- 本塩釜駅→市役所→市立病院→塩釜駅（東北本線）→赤坂→大日向→玉川一丁目→法務局前→塩釜駅→市立病院→市役所→本町→本塩釜駅

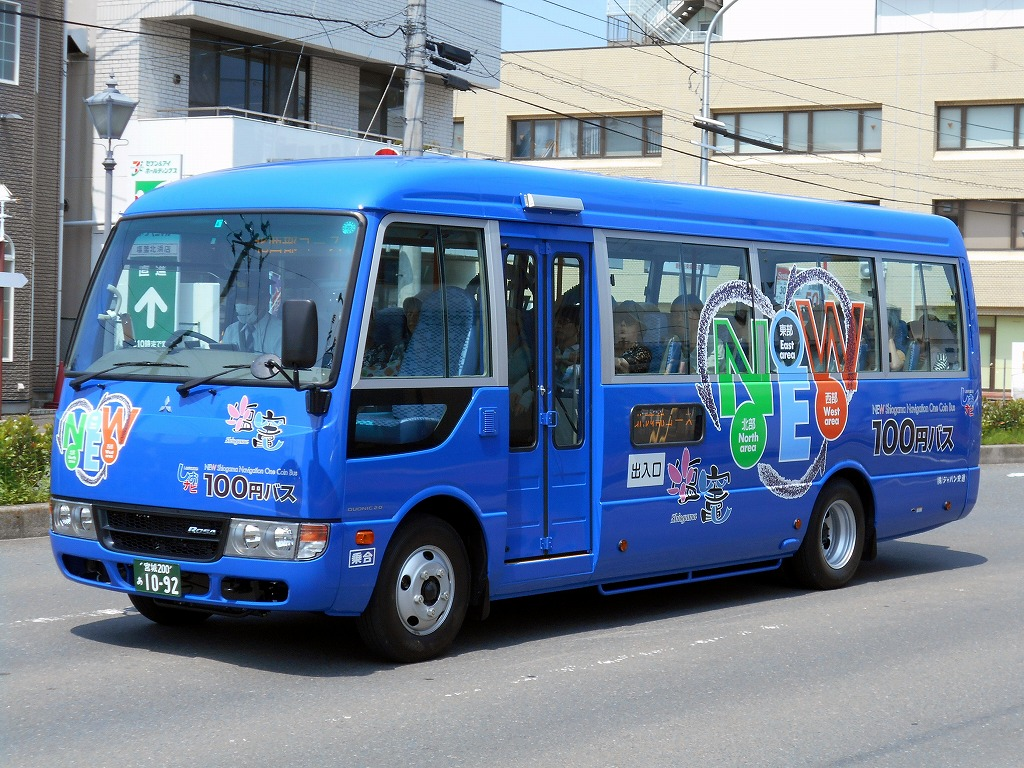
NEWしおナビ100円バス（北西部コース・南西部コース・北東部コースに使用される車両）

以下の3ルートは2016年7月15日より実験運行開始、2017年4月3日より本格運行に移行。
北西部コース
- 本塩釜駅→神社駐車場前→塩釜ガス体育館→庚塚→市営伊保石住宅→市営清水沢東住宅→後楽公園→泉沢→宮町→本塩釜駅

南西部コース
- 本塩釜駅→権現堂→赤坂→月見ヶ丘小学校→大日向→母子沢→玉川一丁目→塩釜駅→市立病院→市営錦町住宅→市役所→本塩釜駅

北東部コース
- 本塩釜駅→東塩釜駅→越の浦一丁目→松陽台一丁目→今宮町→長沢町→一森山→みのが丘→本塩釜駅

### 七ヶ浜町民バス「ぐるりんこ」
※2018年4月1日現在。
朝夕便

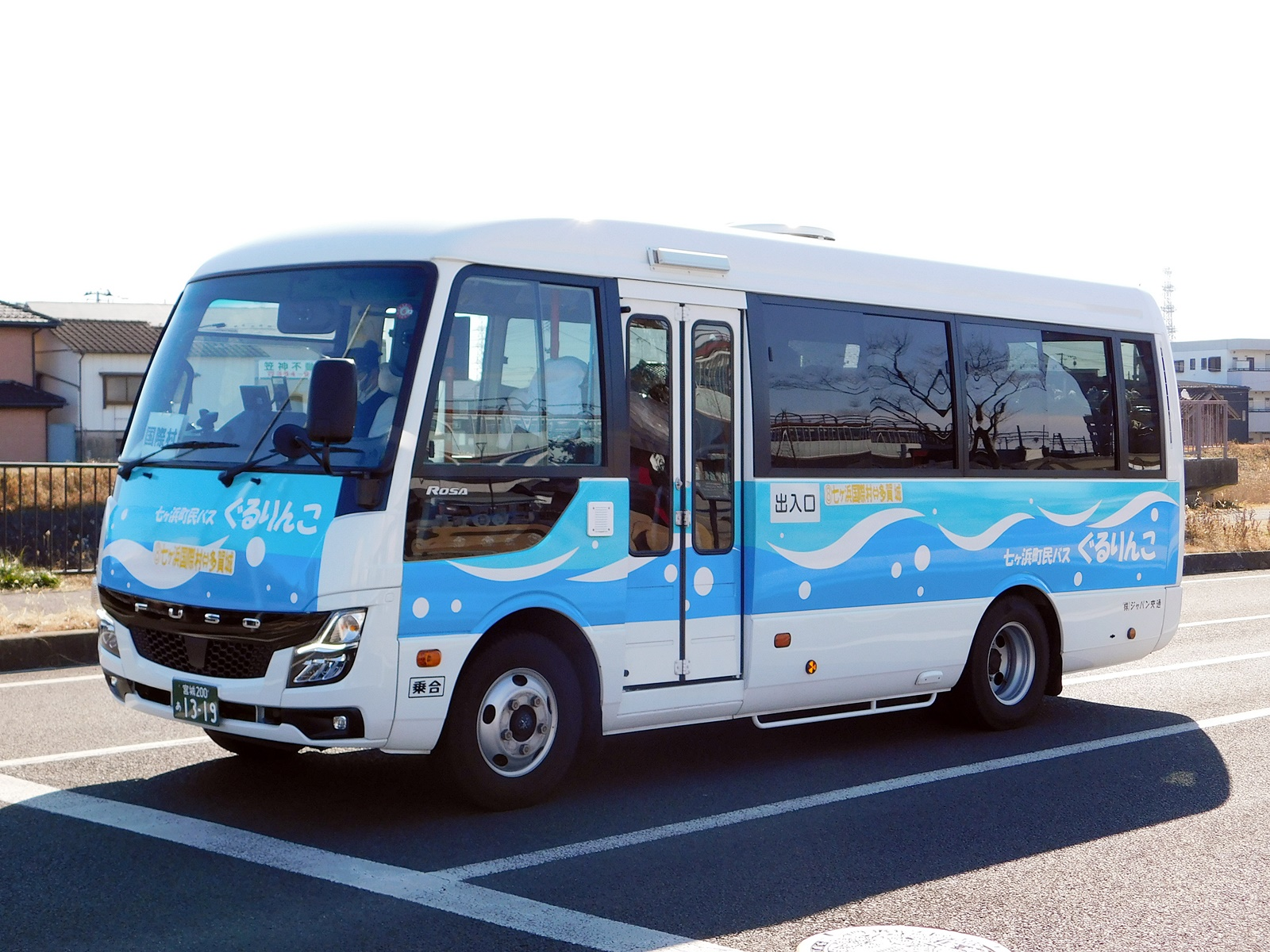
ぐるりんこ

- 花渕 - 七ヶ浜国際村 - 汐見台中央 - 菖蒲田海水浴場前 - 向洋中学校入口 - 北遠山 - 下馬 - 塩釜市役所入口 - 本塩釜駅
- 花渕 - 仙台火力前 - 亦楽小学校前 - 東宮浜 - 北遠山 - 下馬 - 塩釜市役所入口 - 本塩釜駅
- 花渕 - 七ヶ浜国際村 - 菖蒲田海水浴場前 - 大代橋 - 多賀城駅
- 花渕 - 仙台火力前 - 亦楽小学校前 - 東宮浜 - 向洋中学校入口 - 大代橋 - 多賀城駅

日中便
- 七ヶ浜国際村 - 仙台火力前 - 亦楽小学校前 - 汐見台中央 - 向洋中学校入口 - 北遠山 - 下馬 - 坂病院入口 / 塩釜市役所入口 - 本塩釜駅
- 七ヶ浜国際村 - 花渕 - 菖蒲田海水浴場前 - 汐見台中央 - 東宮浜公民分館前 - 北遠山 - 下馬 - 坂病院入口 / 塩釜市役所入口 - 本塩釜駅
- 七ヶ浜国際村 - 仙台火力前 - 亦楽小学校前 - 汐見台中央 - 大代橋 - 多賀城駅
- 七ヶ浜国際村 - 花渕 - 菖蒲田海水浴場前 - 汐見台中央 - 東宮浜公民分館前 - 向洋中学校入口 - 大代橋 - 多賀城駅

### 利府町民バス
2018年4月より運行受託。詳細は当該記事を参照。

## 車両
- 大型バス6台、中型バス2台、小型バス17台を保有している。